# Amblyomma testudinarium
Espèce
Amblyomma testudinarium est une espèce de tique du genre Amblyomma décrite par Carl Ludwig Koch. Amblyomma testudinarium est une tique assez rare, le premier spécimen a été trouvé sur un Porc-épic indien mais elle parasite également les bovins, le tigre, les cochons, les tapirs, les rhinocéros, les chevrotains et la Panthère nébuleuse.
Cette tique mord rarement l'homme. Un cas a été signalé en Corée et deux au Japon.

## Synonymes
De nombreux synonymes du nom binomial de Amblyomma testudinarium ont existé dont : Amblyomma (xiphiastor) testudinarium, Amblyomma (anastosiella) infestum, Amblyomma cyprium, Amblyomma testudinarium, Amblyomma infestum, Amblyomma yajimai, Amblyomma fallax, Ixodes auriscutellatus, Amblyomma compactum.